# أبحريت
أبحريت هو معدن القصدير، الأكسجين، الهيدروجين، والكلور بهذه الصيغة Sn3O(OH)2Cl2. سمي باسم شرم أبحر، خليج صغير في البحر الأحمر. مقياس موس له هو 2.

## الوصلات الخارجية
- Mindat.org
- Webmineral.org